# Ангара (авіакомпанія)
ВАТ «Авіакомпанія „Ангара“» — російська авіакомпанія, що базується в міжнародному аеропорту «Іркутськ». Створена на базі Іркутського авіаремонтного заводу № 403 (ИАРЗ № 403) та є структурним підрозділом туристичного холдингу «Істленд». Здійснює регіональні регулярні і чартерні рейси в Сибірському федеральному окрузі.
1 листопада 2010 року керуюча компанія «Істленд» завершила процедуру злиття ЗАТ «Авіакомпанія ІркутськАВІА» з ЗАТ «Авіакомпанія Ангара». Об'єднаний перевізник «Авіакомпанія Ангара» став найбільшим в Сибірському федеральному окрузі підприємством, що виконує технічне обслуговування повітряних суден сімейства «Антонов».

## Флот
Авіапарк старше 30 років (один з найбільших показників в Росії).
Станом на березень 2015 року флот авіакомпанії складається з 18 літаки і 15 вертольотів:
Літаки Ан-148, замовлені "Ангарой", мають спеціальне "північне виконання", що враховує кліматичні особливості регіону експлуатації - холодний клімат східного Сибіру. Це обігрів дверей і люків, допрацьована система посадки повітряного судна на ґрунтові і засніжені смуги, встановлення додаткового захисту в нішах шасі. 
| Літак       | Кількість |
| ----------- | --------- |
| Мі-8        | 15        |
| Ан-2        | 3         |
| Ан-24       | 6         |
| Ан-26-100   | 2         |
| Ан-148-100Е | 5         |

## Показники діяльності
- У 2008 році авіакомпанія «Ангара» перевезла 111 516 пасажирів і 1028,4 тонн вантажу і пошти
- Авіакомпанія «Ангара» виконує близько 130 рейсів в місяць та займає перше місце в аеропорту Іркутська за кількістю літако-вильотів

## Авіаційно-технічний комплекс
Авіаційно-технічний комплекс авіакомпанії виконує ТО і поточний ремонт повітряних суден, капітальний ремонт авіаційних агрегатів, у тому числі повітряних гвинтів АВ-72 і АВ-72Т, надає послуги по виконанню переобладнання, фарбувальних робіт, щодо продовження всіх видів ресурсів і термінів служби літаків сімейства «Антонов» та вертольотів МІ-8.

## Льотні події
11 липня 2011 року сталася катастрофа літака Ан-24 авіакомпанії. В результаті аварійного приводнення [Архівовано 8 березня 2016 у Wayback Machine.] загинуло 7 осіб.
6 травня 2013 року сталася катастрофа вертольота Мі-8, в результаті загинуло 9 осіб
24 липня 2025 року сталася катастрофа літака Ан-24 авіакомпанії. Загинули всі 48 осіб.